# Société russe de géographie
La Société russe de géographie (en russe : Русское географическое общество) est l'une des sociétés de géographie parmi les plus anciennes du monde, puisqu'elle a été fondée en 1845 par le comte von Lütke (en russe : Fiodor Litke).

## Description
Les expéditions qu'elle a organisées ont joué un rôle majeur pour la découverte et l'exploration de la Sibérie, de l'Extrême-Orient russe, de l'Asie moyenne et de l'Asie centrale (avec le général Abramov, Nikolaï Karazine ou Olga Fedtchenko par exemple), ainsi que de l'océan Pacifique. Elle fait partie de l'Union géographique internationale depuis 1956. Son siège est à Saint-Pétersbourg.

## Prix
La société russe de géographie a décerné ou décerne plusieurs prix et médailles, dont la médaille Constantin (1849-1930), décernée notamment à Alexandre Karpinski, Fridtjof Nansen, Adolf Erik Nordenskiöld, Nikolaï Prjevalski, Leopold von Schrenck, et al.

## Dénominations
- Société géographique de Russie 1845-1850 1917-1926
- Société géographique impériale de Russie 1850-1917
- Société géographique nationale de Russie 1926-1938
- Société géographique d'URSS 1938-1992
- Société russe de géographie depuis 1992

## Présidents

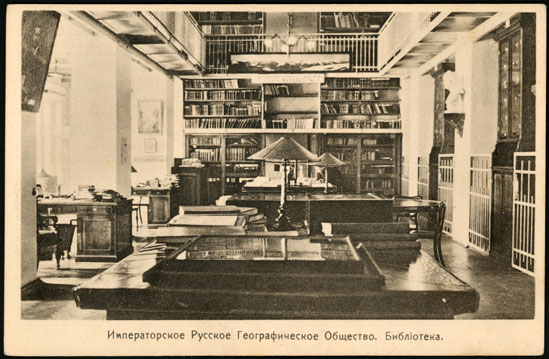
Vue de la bibliothèque de la Société impériale géographique en 1916

- 1845-1892 : le grand-duc Constantin Nikolaïevitch
- 1892-1917 : le grand-duc Nicolas Mikhaïlovitch
- La présidence effective pendant la période impériale est tenue par les vice-présidents suivants :
  - Le comte Friedrich von Lütke (1845-1850)
  - Le général Mikhaïl Mouraviov (1850-1856)
  - Le comte Friedrich von Lütke (1857-1873)
  - Le professeur Piotr Semionov (1873-1914)
  - Le général Iouli Chokalski (1914-1917)
- 1917-1931 : le général Iouli Chokalski
- 1931-1940 : le professeur Nikolaï Vavilov
- 1940-1950 : le professeur Lev Berg
- 1952-1964 : le général Evgueni Pavlovski
- 1964-1977 : le professeur Stanislav Kalesnik
- 1977-1991 : le professeur Alexeï Triochnikov
- 1991-2000 : le professeur Sergueï Lavrov
- 2000-2002 : le professeur Iouri Seliviorstov
- 2002-2009 : l'amiral Anatoli Komaritsyne
- Depuis novembre 2009 : le général Sergueï Choïgou